# Francisco Lloris y de Borja

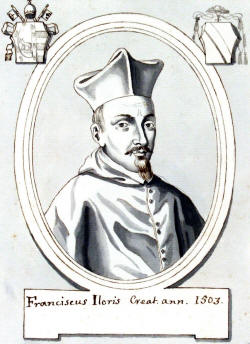
Kardinal Francisco Lloris y de Borja

Francisco Lloris y de Borja (* 1470 in Valencia; † 22. Juli 1506 in Rom) war ein Kardinal der katholischen Kirche.

## Leben
Der Neffe von Papst Alexander VI. wurde am 19. März 1498 Bischof von Terni, verzichtete jedoch bereits am 14. April 1499 wieder auf das Bistum. Seit 1503 Bischof von Die, erhob ihn sein Onkel am 31. Mai 1503 zum Kardinal in pectore und veröffentlichte seinen Namen am 2. Juni gleichen Jahres. Als Kardinaldiakon wurde ihm die Kirche Santa Sabina zugewiesen, welche er am 17. Dezember 1505 mit Santa Maria Nuova vertauschte. Bereits am 9. August 1503 wurde er zum Lateinischen Titularpatriarchen von Konstantinopel erhoben.